# 新界東北發展計劃

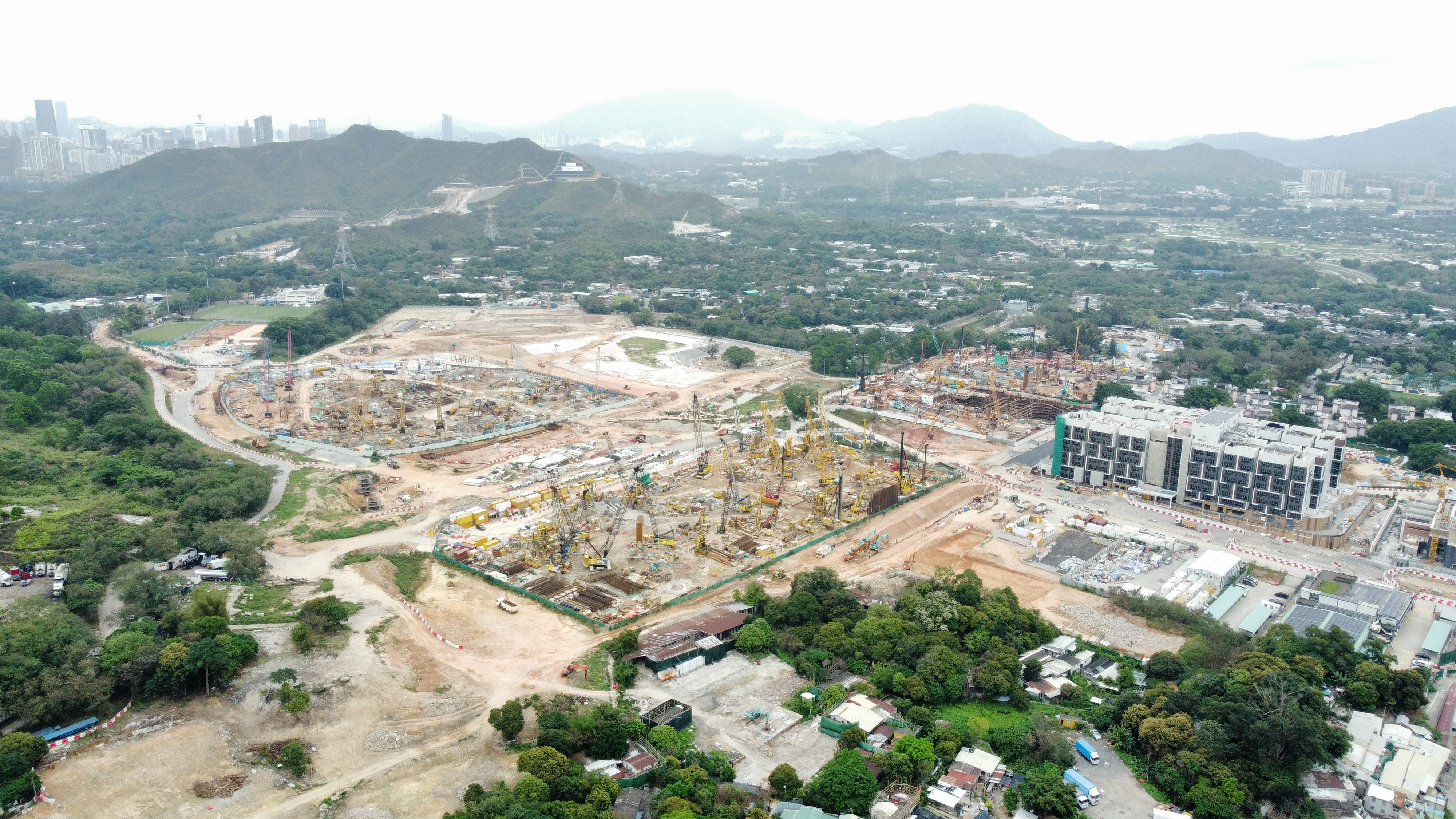
古洞北住宅用地陸續展開地基工程（2023年4月）

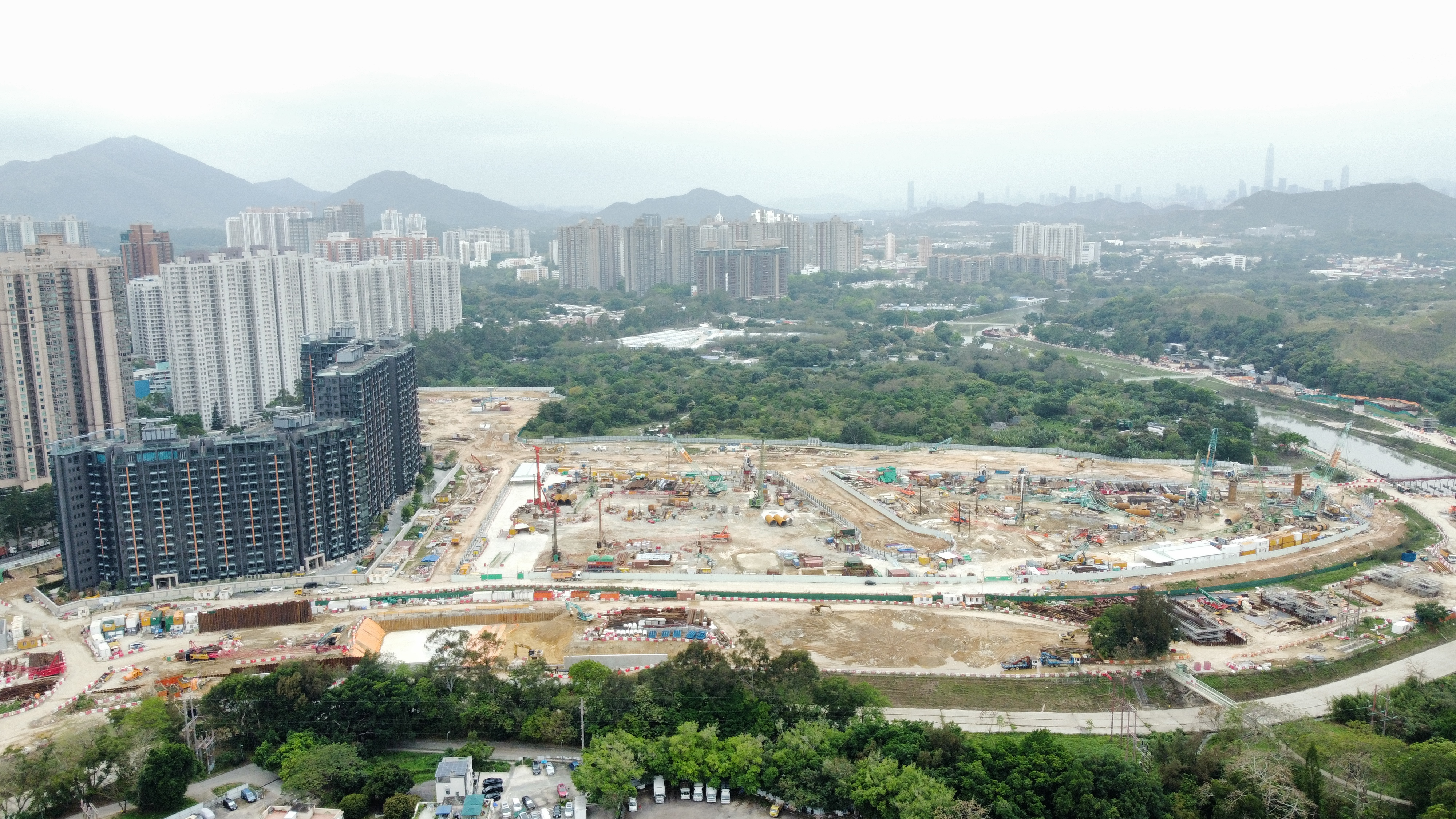
粉嶺北一帶正陸續收地，部分用地正興建或已建成住宅（2023年4月）

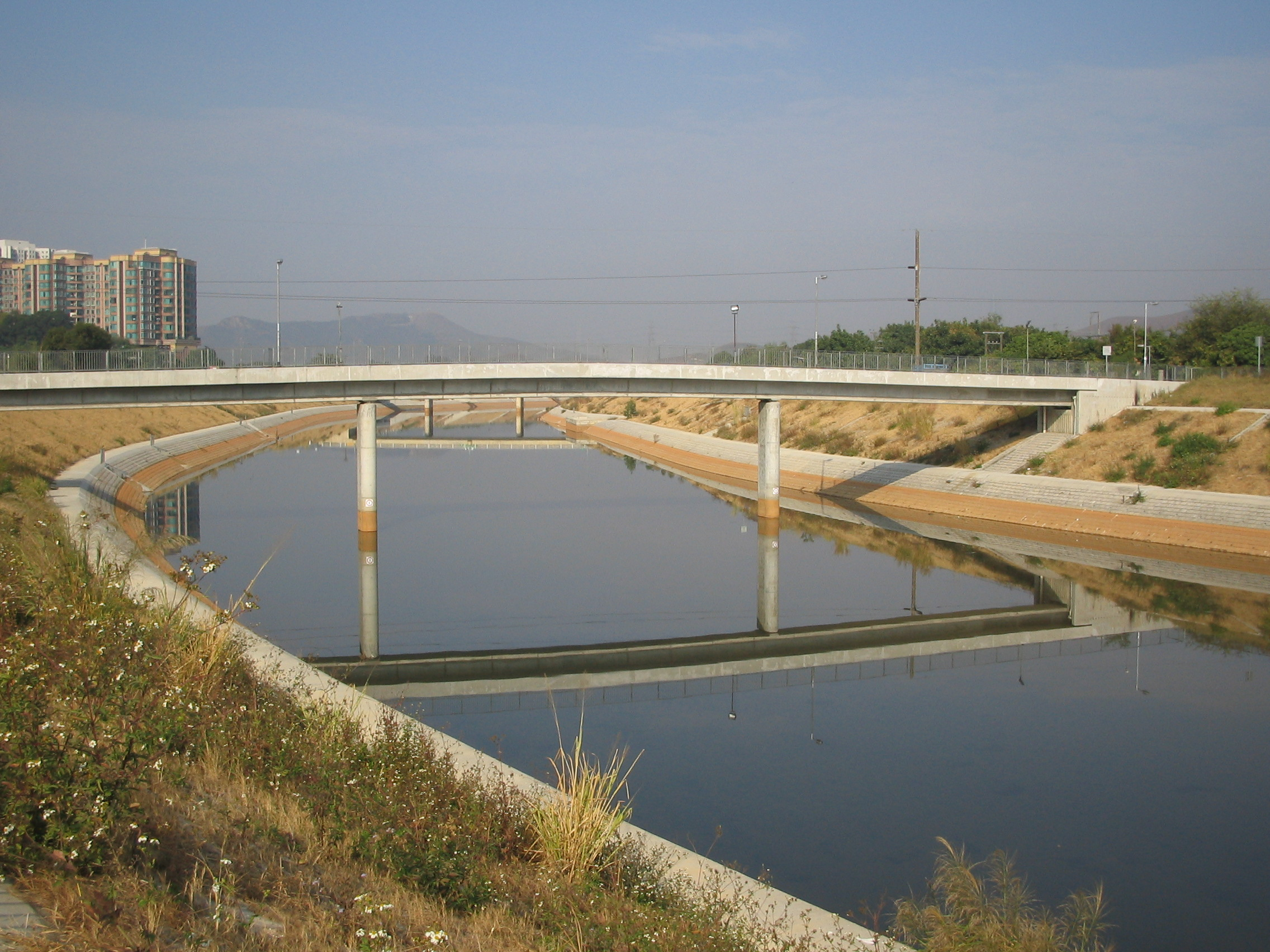
梧桐河

新界東北發展計劃（英語：North East New Territories New Development Areas Planning）是香港政府進行中的發展計劃之一，內容為將古洞北、粉嶺北和坪輋／打鼓嶺的農地劃為新界東北新發展區，作為住宅和商業發展，合共佔地787公頃；扣除綠化帶後，實質發展土地達到320-330公頃。新發展區建成後，可以提供71,800個住宅單位（近7成單位為公共屋邨，佔住宅用地25%），為188,100人提供居所。新界東北發展計劃預期於2017年啟動，預計2023年讓第一批人口遷入居住，並於2031年完成所有工程。

## 發展區域
- 古洞：古洞村、松柏塱村、大頭嶺村
- 粉嶺北：石湖新村、馬屎埔村、天平山村、虎地坳村
- 坪輋／打鼓嶺

## 沿革
港英政府於1990年代起研究發展新界東北成爲新市鎮。1998年，項目被納入香港政府的全港發展策略檢討，惟後來經歷香港經濟衰退，計劃一度被擱置。直至曾蔭權於2007年連任香港行政長官後，規劃署公布《香港2030》，以過去已經作出的研究諮詢、交通網絡及能夠連接現有新市鎮三個因素為理由，重新建議發展古洞北、粉嶺北和坪輋/打鼓嶺三個區域。於2008年，計劃正式立項，展開公眾諮詢。
首階段諮詢文件列明，政府的房屋政策是停止興建居屋，另外為了避免興建屏風樓，要求盡力減低密度，因此787公頃的土地規劃中只有21%是住宅用地，以低密度豪宅佔多數，最終提出興建53,000個住宅單位，公共屋邨佔40%。
- 增加土地供應[1][2]
- 減低香港市區發展的密集程度，以應付香港人口的增長：於2007年，香港政府估計至2030年的香港人口將會達到840萬，於2040年達到890萬。
- 發展工商業：首階段公眾參與資料顯示，古洞北和粉嶺北都主力為住宅發展，以應付香港人口的增長，坪輋/打鼓嶺則作為「鄉郊工業和露天貯物用途」。至第二和第三階段的資料顯示，以發展特殊工業、科技研究、創意、商業、教育及醫療等為目標。

首階段公眾參與資料：
新發展區的策略性位置
- 促進跨境經濟活動，及中港兩地的融合
- 深圳市的未來發展——《第一階段公眾參與摘要》第10頁

次階段公眾參與資料：
指導原則
- 新發展區的策略性角色：配合珠江三角洲的長遠發展，並與深圳市的發展融合。

第三階段公眾參與資料：
指導原則
- 新發展區的策略性角色：配合區域發展及與珠江三角洲的融合，新發展區已預留土地作特殊工業及優勢產業，以推動香港經濟發展。
- 以人為本的社區：…
- 可持續的生活環境：…
- 落實計劃的安排：…——《第三階段公眾參與摘要》第4頁

新界東北最初擬發展古洞北、粉嶺北及坪輋/打鼓嶺三大區，發展局最終於2013年「拍板」優先發展古洞北、粉嶺北。

## 時間表

### 1990年至2007年
- 1990年：香港政府於「全港發展策略檢討」中，研究新界東北的策略性增長潛力。
- 1998年：董建華提出要在新界東北發展「無煙環保城」，後來計劃於2003年宣布暫時擱置。
- 2007年：香港政府發表《香港2030》，建議開拓古洞北、粉嶺北及坪輋／打鼓嶺新發展區和洪水橋新發展區。
- 2007年：香港行政長官曾蔭權於《施政報告》中表示，會恢復進行洪水橋新市鎮，以及古洞北新市鎮、坪輋/打鼓嶺新市鎮以及粉嶺北新市鎮的規劃及工程研究。

### 2008年至2011年
- 2008年11月－2009年3月（第一階段公眾參與）：政府向各鄉事委員會、區議會、香港規劃師學會、立法會發展事務委員會、環境保護署環境諮詢委員會、城市規劃委員會及古洞村及粉嶺北的土地產權擁有者（包括新界原居民），簡介新界東北發展方案。
- 2009年：發展局修訂了3座新市鎮的發展大綱，發展密度縮減，3座新市鎮亦分別定出了不同主題，打造為多元化發展社區。
- 2009年11月－2010年3月：第二階段公眾參與。
- 2010年1月23日：政府召開居民諮詢會[6]

### 2012年
- 6月19日：第三階段公眾參與開始。
- 8月11日：立法會選舉在即，粉嶺北農村及居民聯席舉行「新界東北為誰發展？立法會新界東選舉論壇」。透過論壇平台，讓民間質詢及了解各候選人就該發展規劃的意見及立場，並表達意見。[7]

#### 8月18日居民大會
8月18日：政府於粉嶺祥華社區會堂舉行居民大會。不過場地只能夠容納320人，大會未開始時，會場外已經有約500名公眾未能夠進入。即使有會場內的市民離場，警察卻不予場外的居民進場。未能夠進場的村民唯有在場外大叫口號，要求政府廢除《新界東北發展計劃》、「停止假諮詢」。加上參加的人數太多，場面混亂，整個諮詢會舉行了不足30分鐘就告吹。政府因此將諮詢期由原定的8月31日延後至9月底，改期於9月22日在能夠容納2,000人的粉嶺聯和墟香海正覺蓮社佛教馬錦燦紀念英文中學舉行居民大會。

#### 「開住party反規劃」
9月2日，粉嶺北農村及居民聯席、打鼓嶺坪輋保衞家園聯盟和古洞北發展關注組合辦「開住party反規劃」，活動在添馬艦政府總部舉行。村民義賣本土特產、以圖片及歌曲展示百年鄉土情，「細訴政府規劃不公不義，如何毀滅自然生態」。活動吸引了3,000位公眾參加。

#### 最後一次公眾論壇
9月22日，香港政府於上水寶運路草地舉行最後一次公眾論壇，有約6,000人登記入場，當局設置了8,000個座位。發展局局長陳茂波於會上多次被質疑為何香港「無地建屋」，他回應時首次披露，香港政府現時持有的4,000多公頃土地（約9個天水圍面積）之說實屬誤解，事實上只有2,100多公頃為住宅用地，不過需要預留當中6成，亦即1,200公頃作為「鄉村式發展」，即是預留予原居民興建丁屋；撥歸一般市民的公私營住宅地只有480公頃。他說，新界東北新發展區是未來主要土地供應的來源，可以提供167公頃住屋用地，興建53,000個住宅單位，因此「解決香港的住屋問題和發展需要，徵用土地無可避免」。陳茂波又說，會確保新市鎮是香港人的新市鎮，包括興建公共屋邨和居屋，私營房屋都是中小型單位，以及引入港人港地條款等。
規劃署助理署長李啟榮承認，近年香港人口的增長比較原先所預測的有所放緩，30年後的香港人口增長只有140萬，而非190萬人，但他指市民的住屋需求仍然殷切，現時必須展開規劃。陳茂波說，現今香港社會已經由大家庭轉為小家庭，住宅需求量上升，香港政府不能夠停止覓地。發展局發言人在會後重申，新發展區在2007年、即上屆政府管治時已經被列入為《十大建設計劃》之中，3個階段的諮詢歷時4年，若果將整個計劃「撤回」或者「叫停」，意味著香港人的住屋問題無從改善。
論壇中，多位公眾、團體及議員發言時要求撤回計劃，但是陳茂波指發展計劃不是要吞噬香港，多番表明不會撤回，每當他發言時台下前亦有人報以噓聲。粉嶺北農村及居民聯席代表卓佳佳及東北策略發展聯盟發言人梁玉祥指出，計劃建議在環境優美的鄉郊土地興建低密度豪宅，香港政府以發展為名，縱容地產商囤積農地，迫遷非原居民及農民，有官商勾結之嫌疑。
諮詢會期間，代表正反的團隊動員出席造勢，上水鄉原居民再度與反對規劃人士最少兩度發生了肢體衝突，警察總共收到4宗不同意見人士肢體衝突事件報告。諮詢會結束後，陳茂波等官員在數十名警務人員的護送下，擾攘了10多分鐘才能夠乘車離開現場；其間有人向他掟水樽，更幾乎擊中陳，有人更向官員掟示威物品及撒陰司紙。

#### 政府表明不會撤回計劃
2012年9月23日，發展局局長陳茂波出席無綫電視節目《講清講楚》時強調，新界東北發展計劃不存在將新界東北地區融入深圳或發展為「邊境特區」，他表示方案有相當的修改空間，毋須撤回。他又表示，當局無可避免要徵地，但是賠償會合理。對於居民要求不遷不拆，香港政府會考慮是否有調整的空間。於9月22日的諮詢論壇上，他表示是一個突破，認為香港市民通過表達意見，可以消除誤解。同年10月，政府推出一系列廣告，內容以香港發展新市鎮的歷史從而達至今日的幸福水平，以展示發展新界東北的需要性。
2012年12月5日，陳茂波
表示政府正在詳細整理及分析第三階段公眾諮詢意見，將會適當調整新發展區的規劃，包括將公營房屋比例上調至逾一半，並且物色地點興建居屋。
2012年12月8日，立法會發展事務委員會召開特別會議，討論新界東北發展規劃，邀請了過百個團體及人士發表意見。發展局常任秘書長周達明表示，香港政府就新界東北發展的建議已經完成諮詢，但是仍然會小心聆聽及考慮意見，在技術容許下調整發展方向。同日，近百名新界東北居民由添馬艦政府總部遊行至中環恆基兆業地產總部，要求撤回新界東北發展計劃。

### 2013年
2013年6月，行政會議通過新界東北發展計劃最新修訂方案，方案一改原先採用傳統新市鎮發展模式(即政府收回土地, 再公開拍賣)，使用「加強版」的傳統新市鎮發展模式，即容許土地擁有者(發展商)直接申請修訂土地契約(例如由農地改為住宅用途)及補地價的形式進行(原址換地)。又會增加古洞北及粉嶺北發展區的發展密度，提供單位數目上升至60,000個，公私營房屋比例亦調整至6比4，增加的主要為居屋單位。初步估計，首批住宅單位最早於2023年入伙，而兩個新發展區則預計於2031年全部落成。
產業發展方面政府表示新發展區善用與內地日益頻繁的經濟互動，將提供約37,700個新增就業機會，其中包括研究與發展，商業零售及社區服務等的就業機會。古洞北新發展區沿粉嶺公路設有約14公頃的「商業、研究與發展」用地群組，有潛力發展作不同類型的辦公室及研究用途，並提供空間支援香港的優勢產業發展。
在保育方面，除了塱原設「自然生態公園」外，政府表示收到很多意見希望可以在新發展區內保留更多農地，因此在新發展區保留了共58公頃土地作「農業」地帶，讓部分居民保持原有的生活方式。對於有意復耕的農戶，政府會推出一個特殊農地復耕計劃，包括位於古洞南一帶劃作「農業」地帶的地方 (約34公頃)，協助受新發展區影響的真正務農人士復耕。
此外，暫時擱置坪輋/打鼓嶺發展區。

### 2014年
2014年6月6日，立法會審議新界東北發展區的前期撥款申請期間，上百名反對新界東北發展計劃的示威者衝入立法會，並且發生佔領立法會事件。
2014年6月13日，逾千名反東北發展群眾在立法會外集會，觀看會議直播，要求政府撤回新界東北發展計劃。由於會內議員提出大量臨時動議「拉布」，撥款一直未能表決，村民和市民只是靜坐及叫口號。在審議期間，財委會主席吳亮星不理泛民議員反對，多次阻攔議員提動議及企圖「剪布」，激起大樓外示威人士及泛民議員強烈反彈。工黨何秀蘭在會議一開始反對主席的決定，並提出休會議案，並對動議進行個半小時辯論。最後建制派人數佔優，以34票反對否決休會議案。
晚上7時40分復會，主席以張超雄議案數目太多為理由，先表決范國威等泛民議員提出的共27項議案，當這批議案全數否決，吳亮星再出招「剪布」。泛民議員對法律顧問馬耀添及吳亮星的做法極為不滿，陳偉業更一度走到吳面前理論，民建聯黃定光見狀亦走上前，令會議一片混亂，吳被迫再暫停會議，建制派和泛民遂與吳爭辯，包括張超雄、范國威及陳志全三名議員更拉出自己座椅，坐在會議廳中間抗議。
晚上約8時45分，財委會主席吳亮星突然宣佈「剪布」，不准議員再提問及提出動議，企圖直接就撥款進行表決，激起場外村民和市民不滿，一批學聯成員最先衝向議會的公眾入口，推倒架在門外的三重鐵馬，當時門外無警員把守，情況一度混亂，先後有記者、立法會保安和示威者倒地。
由於警方預先將所有鐵馬全部鎖在一起，示威者推倒鐵馬後，即將全部鐵馬一併拖走。經過上周衝擊事件，行管會已同意有需要時向警方求助，所以警方早已在立法會大樓內佈防，即時動員大批警員在內頂住兩個入口的趟門，與示威者隔着玻璃門對峙，又舉起寫有「停止衝擊，否則使用武力」警告字句的紅旗。有示威者企圖以竹枝等物品撬開入口，但未能成功；有數名示威者就在入口右邊的外牆以鐵馬撞毀石牆，令大樓出現突破口；大樓內的警員迅速掩至，組成人盾，向行近的人噴胡椒噴霧。
晚上9時半、即原定會議時間15分鐘前，吳得知立會外示威者衝擊，突以確保議員安全為由，宣佈將會議提早結束，財委會始終未能通過東北撥款。
同一時間，警方在場外不斷增援，出動數百名藍帽子將整個立法會包圍，所有人不准進出；立法會停車場的三個出入口亦落閘，連大樓內的建制派議員都未能離開；一眾示威者就索性在示威區坐下留守。
凌晨2時，警方加強警力，展開清場行動。立法會保安及警方先後向示威者發出警告，留守的約190名示威者沒有理會，手牽手坐在地上，由警員逐一抬走。清場行動約兩小時後結束，警察公共關係科總警司許鎮德表示，在立法會外的集會，最高峰時期約有900人，警方拘捕20男1女，介乎19至72歲，全部已獲准保釋，6月中旬至8月返署報到。被捕的社運人士周諾恆、議員張超雄的助理周振宇等，報稱被警方帶上警車後遭毆打。而香港電台電視部伍姓記者前晚警方清場期間被抬走，港台表示，對警方粗暴對待傳媒的行為強烈不滿。
立法會再度經歷衝擊後，特首梁振英強烈譴責示威者衝擊立法會及警方防線，稱事件是過去一連串違法事件後變本加厲。林鄭月娥說，已分別與特首、保安局和立法會主席曾鈺成開會商討對策，要求立法會行政管理委員會認真檢討，防範再發生同類事件。陳茂波回應示威者衝擊立法會，表明不會撤回新界東北發展計畫。
終於在2014年6月27日晚上約10時通過議案。

## 爭議

### 部份居民需要搬遷
受到計劃影響的居民估計逾萬，涉及範圍包括古洞村、松柏塱村及大頭嶺村、粉嶺北石湖新村、馬屎埔村、天平山村及虎地坳村。
香港第一條老人村即將消失。2012年，石仔嶺花園安老院收到必須搬遷的消息──石仔嶺花園北面在新界東北發展規劃底下，將變為住宅、商場和公共交通交匯處。 

### 中港融合
2012年6月13日，梁振英以候任香港行政長官身份接受《東方日報》視像訪問，提及新界東北新發展區旁邊的邊境禁區可以變成「特區中的特區」，中國大陆人和外國人均可以免簽證進入。根據《大公報》引述一國兩制研究中心報道，隨着新界東北地區住宅單位建設納入計劃，大陸居民落地簽證進入的深港「邊界特別發展區」開發逐漸進入活躍期；報道形容古洞北及粉嶺北為「配合發展區」，將會為深圳特區及香港「邊境特區」的開發提供住宅配套。

### 香港边境禁区与新界東北发展计划
2014年6月23日，就網上流傳香港電台過往一集「頭條新聞」的片段，引述梁振英曾稱新界東北並非為內地人而設，但競選時又說為內地人開放邊境禁區，梁振英透過發言人表示，以前的邊境禁區發展計劃和現時的新界東北新市鎮，是兩個不同的地區，概念也完全不同，而新界東北新市鎮不在邊境禁區。發言人又稱，特區政府沒有邊境禁區發展區的計劃，故此不會有內地人免簽證進入香港任何地方的可能。部份反對東北發展計劃人士以「富豪雙非教育城」形容是次計劃。香港前中央政策組首席顧問劉兆佳指出，過去十年，香港政府經濟發展策略的核心部分就是推動兩地經濟整合，批評梁振英「被人鬧兩鬧而反對深港融合」，改稱不是推動深港合作，令到原來支持梁的「愛國陣營」卻步。

### 影響本地農業
此計劃將會使到馬屎埔村等村落原有的農地更改作為住宅或者商業用地，影響香港農業。有環境保護人士認為政府應該保留農地，鼓勵有機農業發展。

### 諮詢安排
- 首階段諮詢只聯繫了村長和原居民。[40]
- 第三期諮詢文件的發佈地點僅有沙田和北角兩處地點可以取得，被批評有意為難民眾。

### 應付人口增長的必要性
香港時事評論員鄒崇銘指出，政府過去多番高估香港人口的增長數目。若果香港人口增長放緩，則無急切需要發展新土地。

### 官商勾結嫌疑
香港政府早有意發展新界東北，地產商由那時起大幅收購和囤積土地。例如，新鴻基地產收購範圍主要是文錦渡路至華山及天平山村的土地，新世界發展收購範圍主要是梧桐河小橋至石湖新村一帶，恒基地產則是烏鴉落陽及馬屎埔村。而政府官員陳茂波則被揭發在發展區囤積農地1.8萬呎。
如果發展計劃屬實，香港政府可能向地產商收購全部土地（預算以400億收購相關土地）再拍賣；或者以公私營合作模式發展，容許地產商個別與政府閉門商議土地契約修改條款及補地價金額原址換地。後者引起部份香港市民擔心如果以公私營合作模式發展，將會是另一宗利益輸送事件。

### 土地爭議
- 換地權益書討論[來源請求]
- 農地補償[來源請求]
- 遷墳[47]
- 有環保團體要求應收回粉嶺高爾夫球場用地作發展住宅，以取代發展古洞及粉嶺北。雖政府表示地契於2020年才到期，目前不能進行收回程序。但有傳媒翻閱高球場的地契，列明只要合乎「為改善香港」或「其他公共用途」，特首有最終決定權，在12個月通知期後收回高球場，毋須作出賠償。政府消息人士表示，政府同意將高球場用地放入未來新界北發展，但規劃及研究需時，最快也要15年後才可使用該地，高球場爭議不應阻礙新界東北發展。[48]不過，香港高爾夫球代表隊成員黃煥民和黑純一則表示，希望可以保留粉嶺高球場，讓香港高爾夫運動員有場地進行訓練。[49][50]2014年首季，規劃署和土木工程拓展署開展為期約15個月的《發展新界北部地區初步可行性研究》，粉嶺高爾夫球場被包括在研究範圍內，以探討發展其處的可行性。[51]至2015年4月，根據初步研究評估，認為即使整座粉嶺高爾夫球場所涉及的土地收回用以興建住宅，礙於地形狹窄、種植有大量古樹及山墳等因素，僅能夠興建10,000個豪宅單位。若然僅收回舊場(Old Course)，則僅能夠興建2,000個單位[52]。

## 外部連結
政府資料
- 新界東北新發展區規劃及工程研究 （页面存档备份，存于）
- 第一階段公眾參與資料 （页面存档备份，存于）(pdf)
- 第二階段公眾參與資料 （页面存档备份，存于）(pdf)
- 第三階段公眾參與資料 （页面存档备份，存于）(pdf)
- 古洞北粉嶺北新發展區 （页面存档备份，存于） 發展局
- 優化土地供應
- 香港2030研究 （页面存档备份，存于）

民間團體
- 新界東北發展關注組 （页面存档备份，存于）
- 馬寶寶社區農場 （页面存档备份，存于）
- 香港本地農業發展關注組 （页面存档备份，存于）
- 新界東北三區：反對東北規劃特刊 （页面存档备份，存于） 被逼遷村民問答 （页面存档备份，存于） （2012年9月19日）

報道
- 無綫電視節目《星期二檔案》：誰搬我的家[永久] （2012年9月18日）
- 有線新聞：示威者於立法會外集會現場[]（2014年6月13日）

立法會表決紀錄
- 財委會前期撥款